# Weiße Stadt Baku
Die Weiße Stadt Baku (aserbaidschanisch Bakı Ağ Şəhər [bɑˈcɯ ɑx ʃæˈhæɾ]) ist ein geplantes Stadtentwicklungsprojekt im Bezirk Xətai-Khatai in Aserbaidschan. Sie ist Teil des Strategieplans 2021 für Baku. Sie bezieht sich auf die Neugestaltung eines Teils von Black City, einem 221 Hektar großen Gebiet.

## Entwicklung
Das Projekt wurde von WS Atkins und Foster + Partners entworfen. Gemäß dem Plan bestanden etwa 75 % des Projekts aus Wohneinheiten mit insgesamt rund 19.700 Wohnungen, die Platz für etwa 50.000 Menschen bieten sollten. Es wurden auch Gewerbe- und Freizeiteinheiten einbezogen, die voraussichtlich bis zu 48.000 Arbeitsplätze schaffen werden. Das Projekt wurde im Jahr 2022 abgeschlossen. Ein Beispiel für Luxus-Unterkünfte in der Weißen Stadt ist die Knightsbridge Residence entworfen von Chapman Taylor und gebaut von der zur Pasha Holding gehörenden Pasha Construction, welche maßgeblich in der Weißen Stadt investiert und einer der Entwickler ist.
Die Eröffnungsfeier der Weißen Stadt Baku fand am 24. Dezember 2011 statt. Im Jahr 2014 wurde das Lycée français de Bakou (Französisches Lyzeum Baku) in der Weißen Stadt von Präsident Ilham Aliyev eingeweiht. Im Jahr 2015 wurde der östliche Teil des Baku Boulevard, der Strandpromenade der Stadt, um zwei Kilometer verlängert, um den Küstenabschnitt der Weißen Stadt abzudecken. Das Boulevard Hotel Baku wurde ebenfalls in dieser Gegend erbaut.

## Bürogebäude der Weißen Stadt Baku
Im Jahr 2015 wurde das Bürogebäude „Baku White City“ als erstes Gebäude in Aserbaidschan nach internationalen ökologischen Standards mit der BREEAM-Zertifizierung ausgezeichnet und erhielt die Bewertung „Gut“.

## Transport

### Bus
Ab dem 19. November 2023 verkehren Linienbusse auf der regulären Linie Nr. 4 (Nariman Narimanov – Wohngebiet Weiße Stadt).

### Metro/U-Bahn
Die U-Bahn-Station „Baku White City“ soll 2030 eröffnen.

### Straßenbahn
Im Februar 2012 gab die Regierung Aserbaidschans bekannt, dass sie die Wiederherstellung der Straßenbahnlinie in Baku plane. Im Rahmen des Entwicklungsprojekts „Weiße Stadt Baku“ sollte eine neue Linie entlang der Strandpromenade des Baku Boulevard im Zentrum von Baku verlegt werden. Spätere Planungsänderungen im Zusammenhang mit dem Formel-1-Grand-Prix führten zu Überarbeitungen der vorgeschlagenen Straßenbahnroute, die letztendlich nicht umgesetzt wurde.

## Fotos

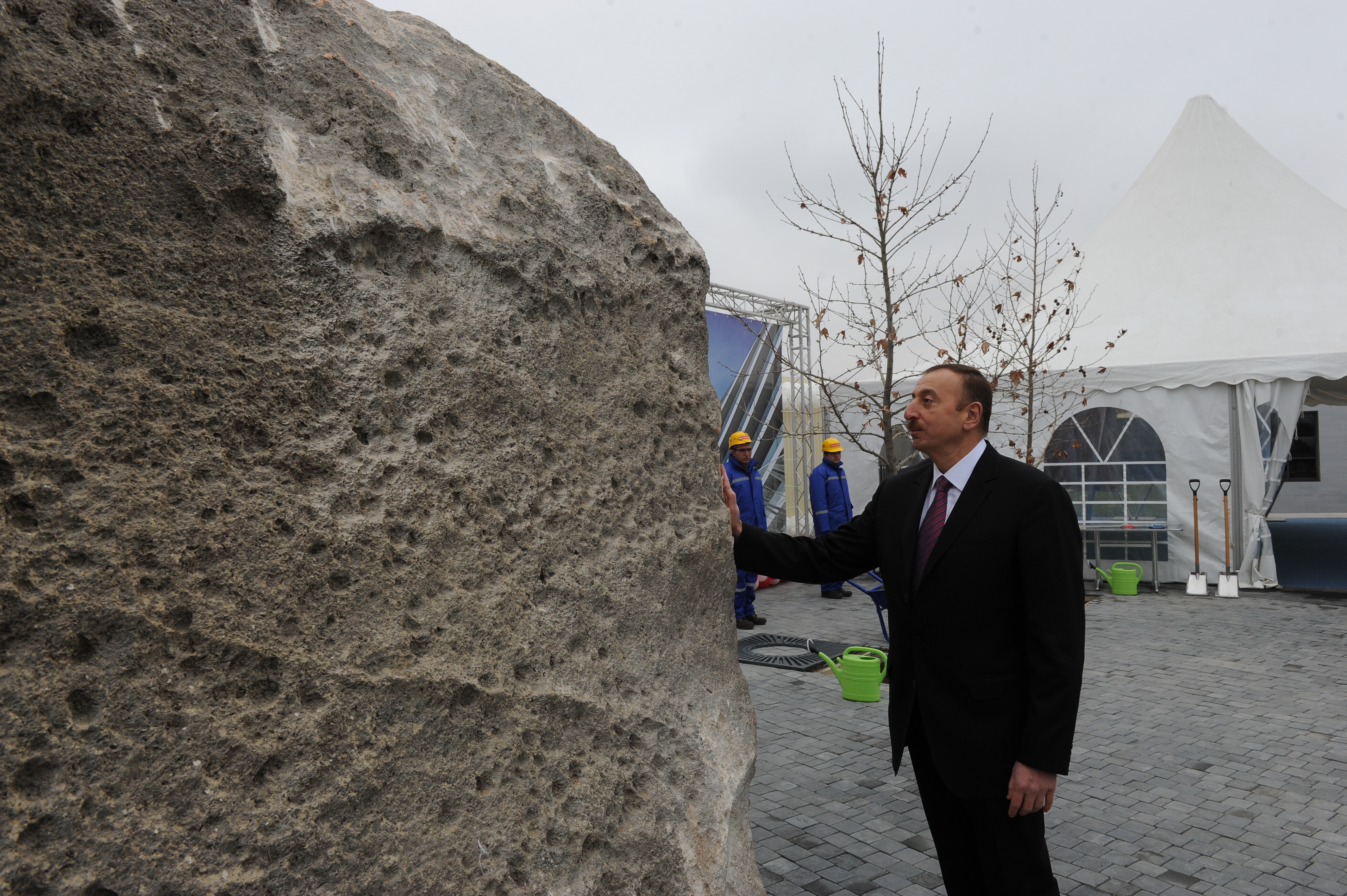
Präsident Ilham Aliyev bei der Zeremonie der Weißen Stadt von Baku
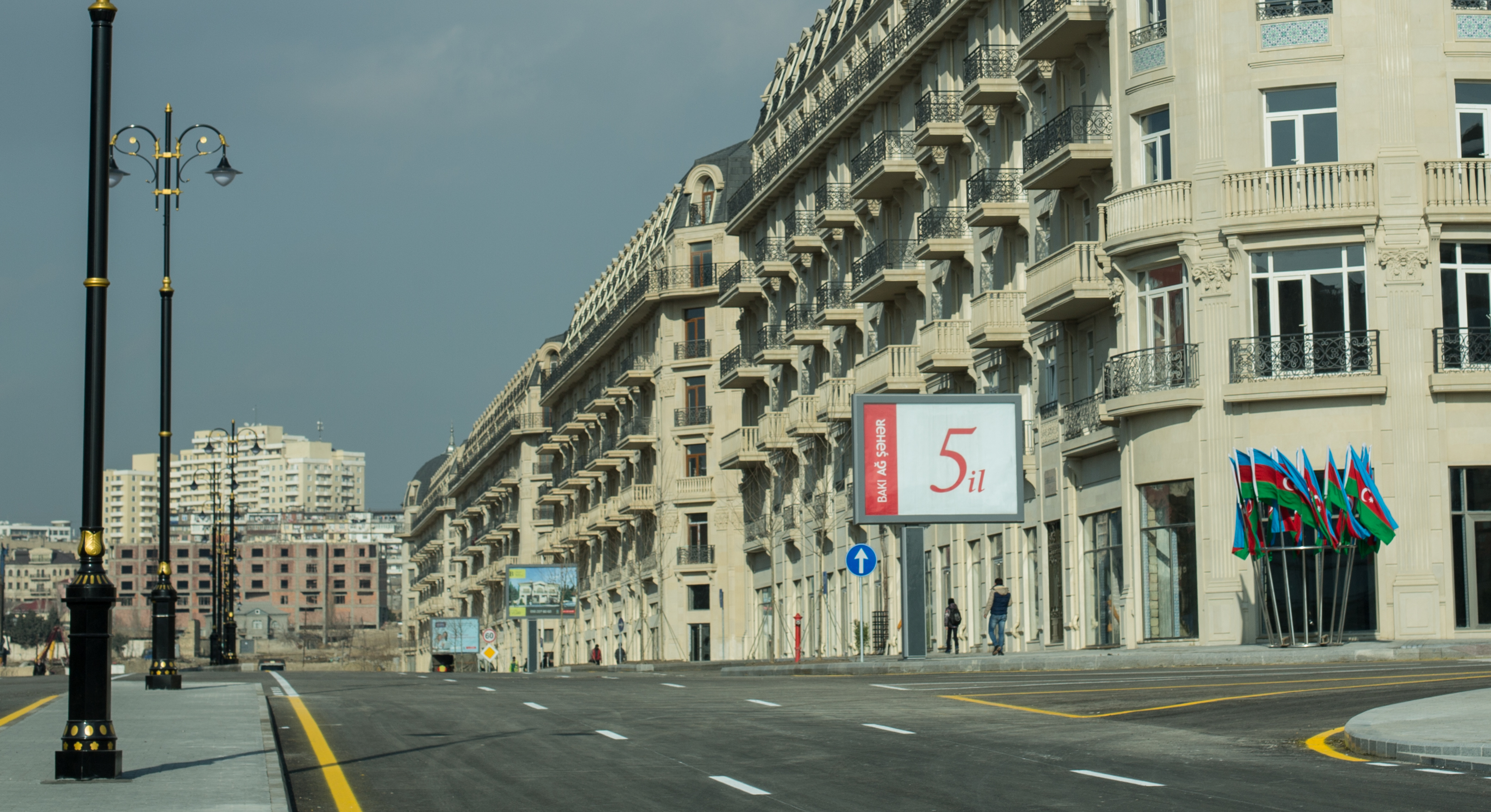
Gebäude auf Green Island
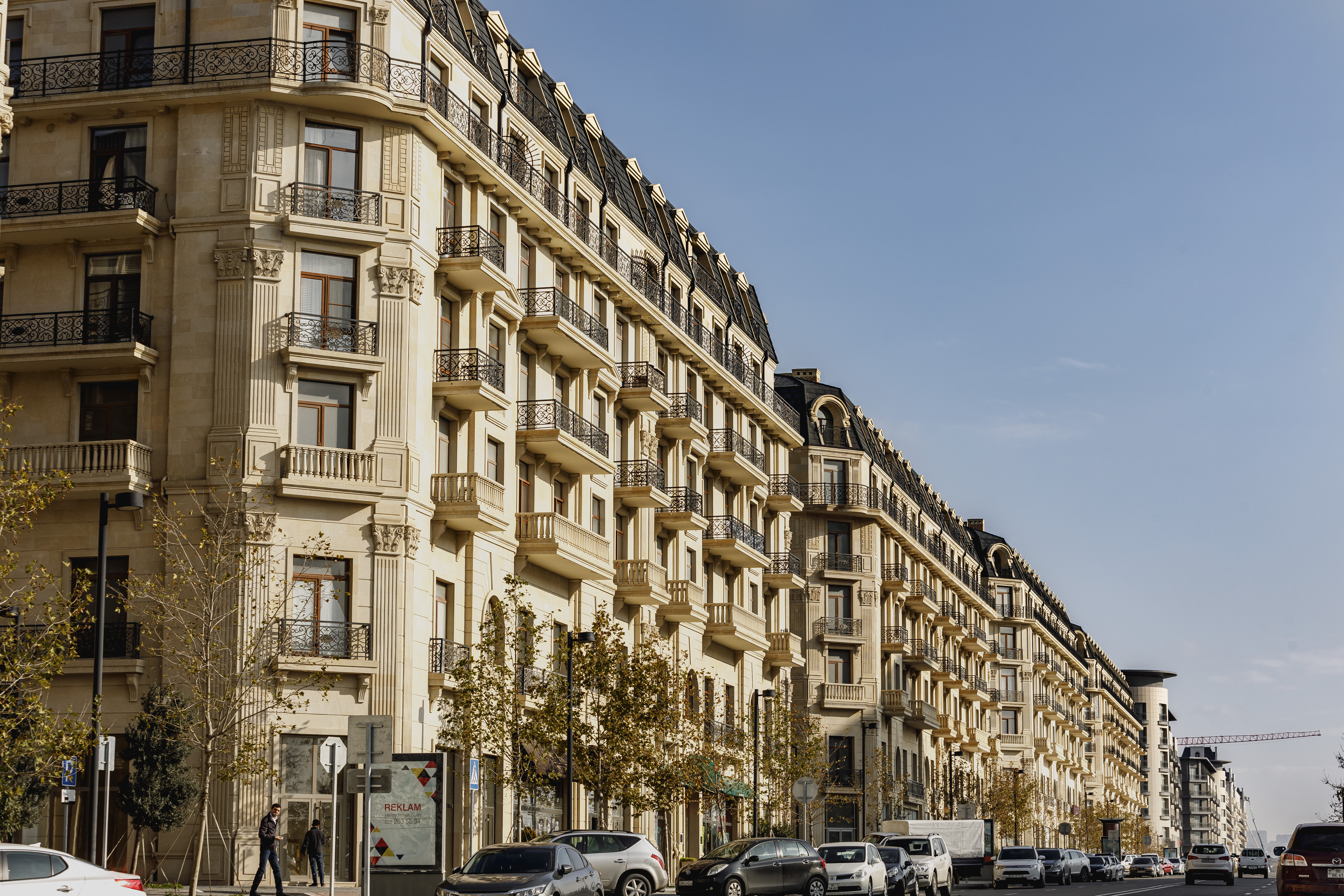
Ein Wohngebäude im Revival-Stil in White City im Bau
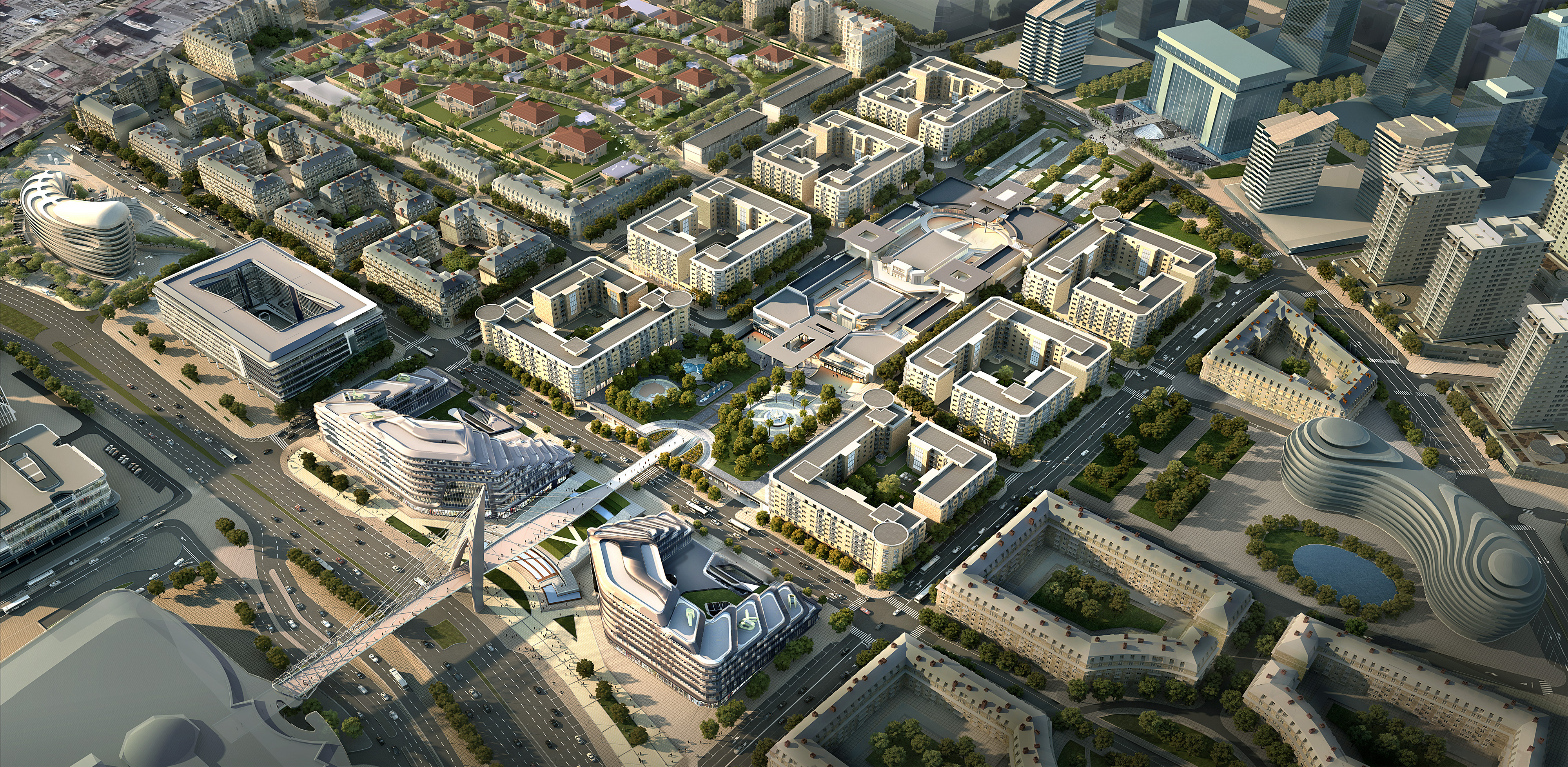
Projektansicht von der Nobel Avenue aus
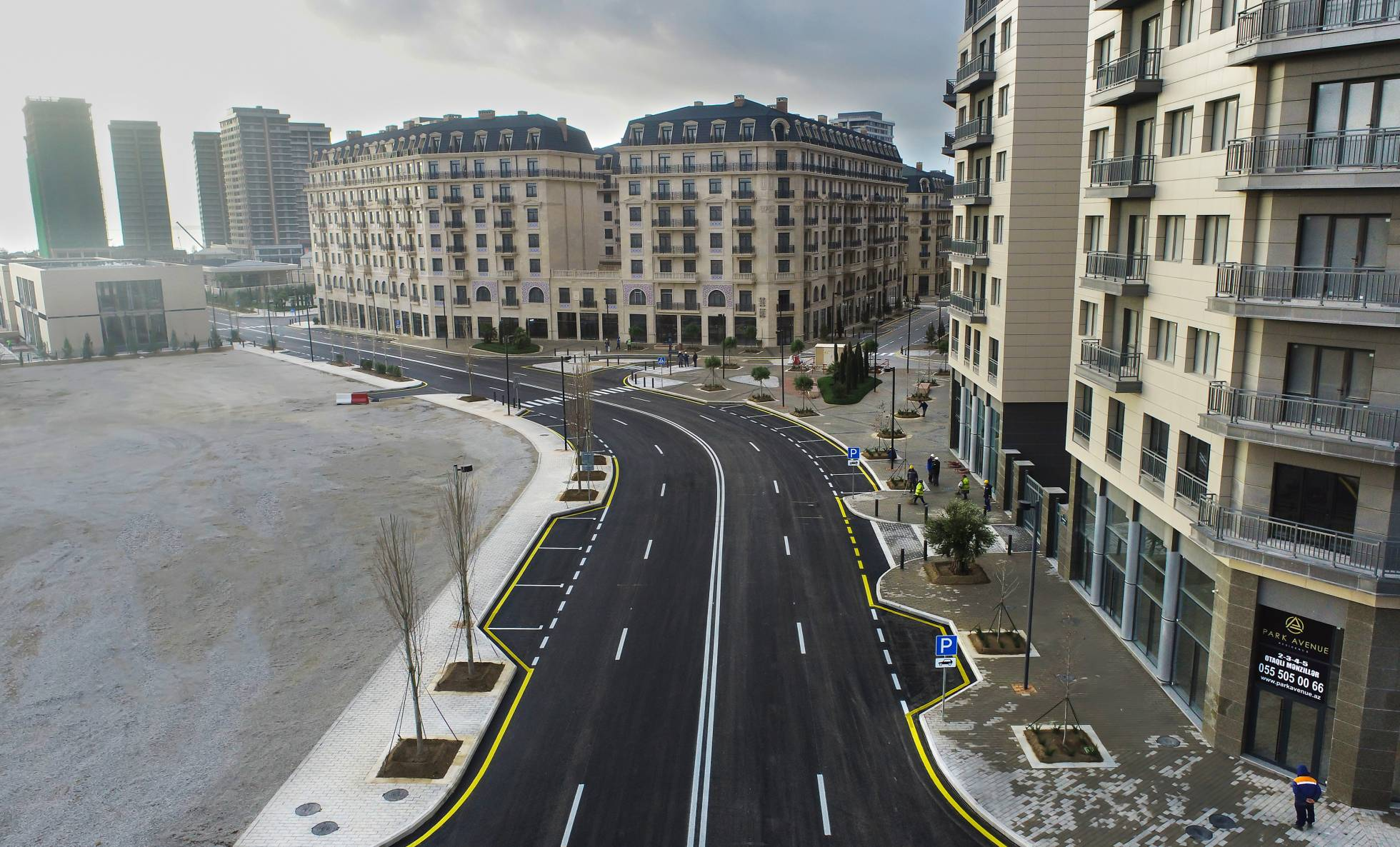
Central Park Viertel der Weißen Stadt von Baku, Zukunft des Karabach-Pferde-Komplexes
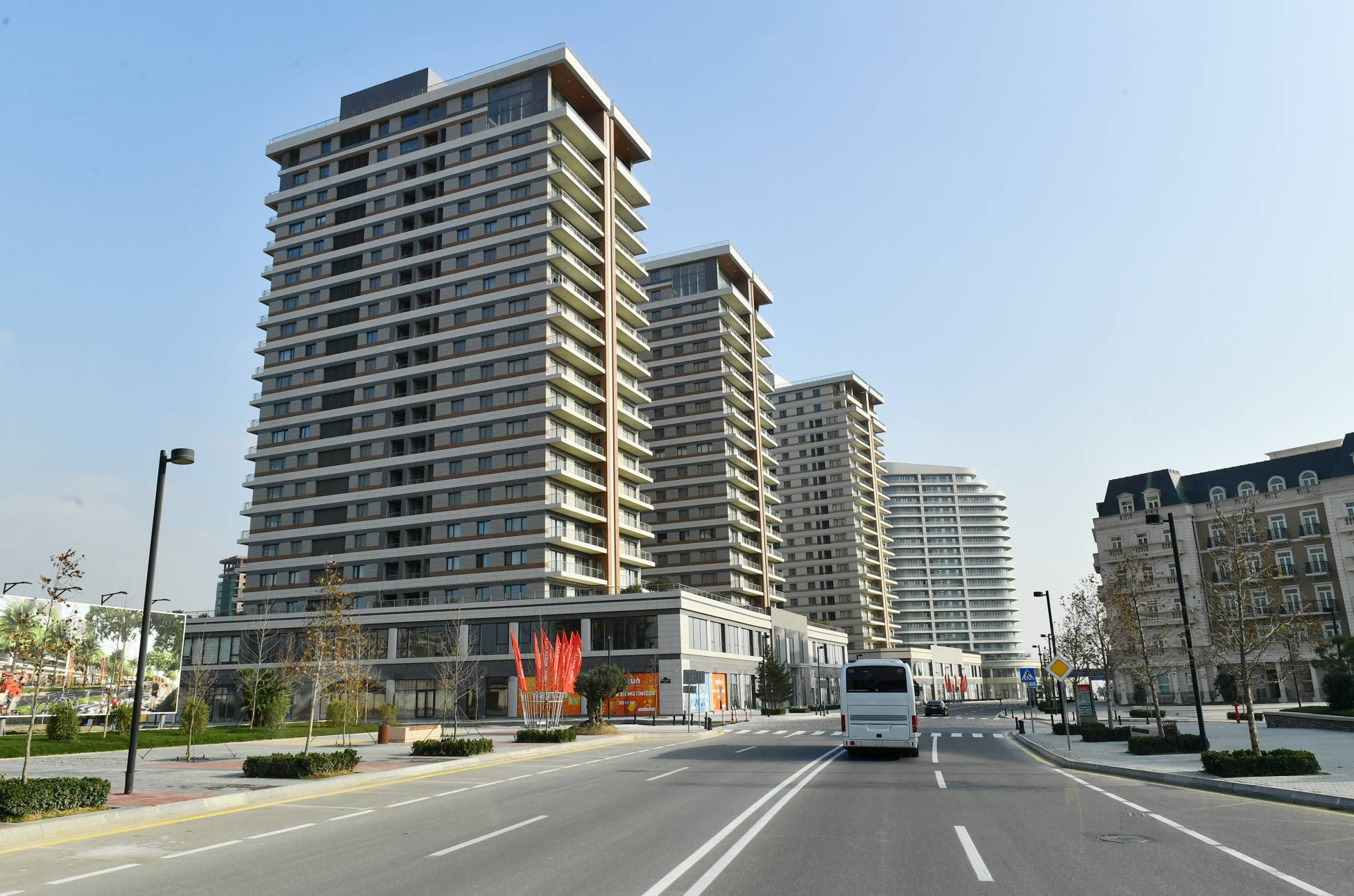
Central Park Quartier